# АОН
АОН (англ. CLI — сокращение от «Calling Line Identification») — технология автоматического определения номера. Этот термин, после массового появления бытовых устройств с определением номера вызывающего абонента в начале 1990-х годов, был также перенесен и на эти устройства. Информация о номере вызывающего абонента передаётся в виде кода, носящего название «Безынтервальный пакет» (код 2 из 6) в виде одновременной передачи 2 частот из 6 доступных в этом коде в интервале от 700 до 1700 Гц, посылаемый телефонной станцией вызывающего абонента при одновременном ответе на исходящий вызов и получении сигнала запроса (с входящей стороны) в виде однотональной посылки 500 Гц. Данный метод передачи номера вызывающего абонента распространён в телефонных сетях, построенных на оборудовании бывшего СССР. Не являлся услугой АТС, поскольку не был предназначен для абонентов. Мог использоваться только при выходе на междугородную связь и для спецслужб, но, практически, выдавался телефонной станцией, особенно старых аналоговых (декадно-шагового и координатного) типов.

## История
Определители номера звонящего абонента получили широкое распространение в середине 1990-х годов. В то время большинство АТС не могло обеспечивать такую функцию, поэтому в России и странах СНГ стали разрабатываться так называемые «русские АОНы». Выпускали их небольшие фирмы. Радиолюбители делали АОНы самостоятельно, пользуясь схемами и описаниями конструкций в журналах: «Радиолюбитель» (первая публикация в № 8 за 1991 год), «Радио», «Радіоаматор».
Появление массовых и доступных АОНов на рубеже 1990-х годов стало возможным благодаря двум особенностям. Во-первых, это использование ставших доступными к тому времени отечественных микропроцессоров серии К580ВМ80А (копия микропроцессора Intel 8080), чуть позже — и клонов Z80. Во-вторых, использование вместо классического аналого-цифрового преобразователя (АЦП) существенно более дешёвого и доступного аналогового компаратора. Вся цифровая обработка осуществлялась в течение разумного периода времени (в первых версиях — 5-7 секунд, в последующих — в реальном времени).
Низкое качество обработки сигнала первых моделей АОНов вследствие уменьшения числа уровней квантования компенсировалось тем, что такие АОНы были дешевы в производстве и не содержали дефицитных компонентов. В качестве алгоритмов обработки аналогового сигнала применялись цифровые рекурсивные фильтры (БИХ-фильтры), затем — алгоритмы цифрового когерентного приема и далее — алгоритмы частичного дискретного преобразования Фурье, алгоритм Герцеля.
Изначально АОНы требовали применения отдельного источника питания (сетевого адаптера). С переходом на более современную элементную базу и снижением потребляемого тока стало возможным использовать для питания непосредственно телефонную линию; сетевой (~220 В) адаптер при этом уже становится ненужным и не используется.
В России первые АОНы представляли собой доработанные стандартные кнопочные телефоны (в частности, VEF-TA12 и Technics), из которых удалялась штатная электроника и встраивалась плата АОНа.
Среди ранних версий плат большое распространение имели платы, предназначенные для установки в телефон VEF-TA12 — они имели вырезы, соответствующие изгибам корпуса, а выводы цифровых кнопок припаивались непосредственно на эту монтажную плату. Окно для индикатора прорезалось вручную в месте логотипа производителя, имевшего подходящую форму, и закрывалось светофильтром, обычно красного цвета, поскольку применявшийся в конструкции светодиодный микрокалькуляторный индикатор также имел красное свечение элементов. Минимальное количество модификаций оригинального аппарата обеспечивало механическую надёжность, близкую к немодифицированному аппарату.
Для импортных телефонов использовались платы разных типов, не предназначенные специально для установки в их корпуса. В зависимости от ситуации штатная плата могла удаляться либо оставлялась полностью или частично для использования микрофонного усилителя, отсутствовавшего на плате АОНа (он мог также устанавливаться в виде новой отдельной платы). Клавиатуры импортных телефонных аппаратов были выполнены в виде резиновой формы с клавишами и участками токопроводящей резины (аналогично калькуляторам) и имели отдельную плату, которая модифицировалась для подключения к плате АОНа (изменялась схема соединения клавиш путём перерезания дорожек и добавления проводов). Новые платы по возможности крепились шурупами на штатных стойках корпуса, при отсутствии возможности такого крепления использовался горячий клей. Эти факторы существенно снижали механическую надёжность модифицированного аппарата.
Ранние АОНы были построены на основе микропроцессора КР580ВМ80 и использовали светодиодные девятиразрядные семисегментные индикаторы типа АЛС318 (красный цвет свечения) или аналогичный набор из одиночных семисегментных индикаторов АЛС320. Программное обеспечение, прошитое в ПЗУ устройства, постепенно совершенствовалось, выходили версии с разными названиями (в частности, «Лобь», «Арктур», «Лира», «Селена», «Эллис», «Julia»).
Более поздние модели имели аналогичную конструкцию, но были построены на микропроцессоре Z80, что позволило сократить количество элементов и упростить схему (в частности, убрать необходимость в 12-вольтовом источнике питания). ПО для АОНов этой конструкции называлось «Русь» и имело много разных версий (до 28, для Z80 — до 23), а также работало на платах нескольких разных типов.
Помимо функции определения номера, АОНы имели различные дополнительные функции — часы, будильник, список телефонных номеров для быстрого набора, «чёрный» и «белый» списки (запрещающие и разрешающие принятие вызовов от определённых абонентов), автоответчик (требовалась дополнительная плата для записи воспроизводимого при звонке сообщения и опционально — магнитофон для записи входящих сообщений). За счёт этого функциональность устройств определялась производителями как «Электронный секретарь» (указывалось в инструкции).
Изначально АОНы только отображали определённый номер на индикаторе. Впоследствии появились версии ПО с синтезатором речи, проговаривающие определяемый номер и реализующие ряд других сервисных возможностей — в частности, проговаривание списка поступивших вызовов по нажатию кнопки и удалённое управление АОНом с помощью телефонного аппарата с тональным набором (АОН ожидает тонального набора пароля для перехода в режим удалённого управления, команды передаются нажатием клавиш удалённого аппарата, обратная связь — с помощью синтезатора речи). При отсутствии тонального набора также мог использоваться «бипер» — устройство, генерирующее сигналы тонального набора и воспроизводящее их через динамик (при использовании подносилось к телефонной трубке).
Также существовали АОНы в виде отдельных приставок, подключавшихся параллельно основному телефонному аппарату любого типа. Их возможности обычно ограничивались определением номера и отображением времени, отсутствие собственной клавиатуры не давало реализовать некоторые сервисные возможности (список номеров, калькулятор и т. п.). Приставки также использовали разные платы и ПО, в частности, существовало ПО «Эллис» в версии для АОН-приставок.
Современные АОНы строятся на основе микроконтроллеров, что позволяет упростить и удешевить конструкцию. Известно много видов плат и ПО — «Венус», «Gella», «Soul», «KPL» и другие. Поздние версии ПО «Русь» существуют и для АОНов на основе микроконтроллеров 80C31. В конце 2003 года российская компания «Русь Телеком» разработала микроконтроллер R100-XP специально для применения в АОНах, производимых этой компанией (система команд MCS51, встроенный аналог микросхемы синтезатора звука AY-3-8910).

## Недостатки «старого» АОНа
- Имитирует поднятие трубки телефона для выполнения определения номера и таким образом может создать расходы звонящему, даже если никто не ответил
- Стандартом РД 45.223-2001 Система сигнализации предусмотрено определение всего 7 цифр номера и категории, поэтому невозможно определить код страны/области/мобильного оператора; в некоторых модификациях, устанавливаемых на более современные АТС с другим принципом идентификации входящего абонента, напротив, может «срезать» последние цифры номера за счёт добавления спереди номера кода страны/области/мобильного оператора, как это было в случае экспериментального использования подобных систем у украинского оператора «Оптима Телеком» (ныне работающего под брендом «Vega»)
- Наличие АОНа легко определить на слух по щелчку и набору коротких сигналов разной тональности после нескольких гудков (снятие трубки и запрос определения номера) и последующей подмене гудков АТС их имитацией (изменяется тональность и громкость гудков).

Постепенно по мере замены АТС на электронные — АОН перестаёт действовать, и вместо него телефонная станция предоставляет платную гарантированную услугу Caller ID. Абоненты имеют возможность подключить цифровой АОН в том случае, если их АТС поддерживает технологию CLIP FSK — для этого необходимо позвонить в контактный центр оператора и проверить свой номер. Кроме того для пользования услугой «Цифровой АОН» необходим телефонный аппарат, поддерживающий функцию CLIP FSK АОН. В большинстве выпускаемых известными фирмами — производителями телефонных аппаратов (такими, как Panasonic, Siemens, Philips, GE, LG, «Палиха» и др.) данная функция реализована. Как правило, эта информация указывается в документации на телефон.

## Преимущества цифрового АОНа
- Определение номера происходит без установления соединения. Абонент не тратит деньги при дозванивании.
- На дисплее телефона высвечивается десятизначный номер. Не нужно перебирать префиксы для ответного дозвона.
- Для подключения используются телефонные аппараты без дополнительных доработок и изменений фирменных внутрисхемных решений. Благодаря этому работа аппарата более устойчива.

## Интересные факты
- В первых приставках АОН программное обеспечение было написано таким образом, что, сняв трубку на аппарате с АОНом, нельзя было сразу набрать телефонный номер: сперва надо было нажать кнопку префикса для перехода в режим набора городского номера; как правило, это была «3» (тройка). Это вызывало столь большое количество вопросов пользователей, что данное программное обеспечение было изменено.
- Есть аналоговые АТС, на которых отсутствует аппаратура АОН. Абоненты таких станций в ответ на запрос АОНа вызываемого абонента имеют возможность «подставить» абсолютно любой номер, воспроизведя в трубку безынтервальный пакет, созданный с помощью звукового редактора или генератора безынтервальных пакетов, ошибочно называемого «blue box». Известны случаи обмана подобным образом аппаратуры АОН на междугородних АТС. В этом случае счёт за междугородние или международные переговоры приходил другому абоненту, номер которого мошенники воспроизвели в линию в ответ на запрос станции. [источник не указан 4318 дней] — данная информация является ложной. Вызывающий абонент никак не мог «подставить» вместо своего номера другой. Технически, «разговорные» провода вызывающего абонента (провод «a» и провод «b») никак не пересекались с другими его же «служебными» проводами.
- Первые отечественные телефоны с АОН позволяли правильно определять номер, даже если звонок происходил из другого города.